# Atak
Atak (horvátul: Otok) város és község Horvátországban Vukovár-Szerém megyében. Közigazgatásilag Kemetinc (Komletnici) tartozik hozzá.

## Fekvése
Vukovártól légvonalban 24, közúton 28 km-re délnyugatra, Vinkovcétól 16 km-re délkeletre, a Nyugat-Szerémségben, a Vinkovce – Zsupanya vasútvonal mentén, Perlaka és Verbanya között, a Báza folyó közelében, a Szpacsva-medence erdőinek ölelésében fekszik. 7390 hektáros területéből 3092 hektár erdő, főként tölgyerdő és 3476 hektár szántóterület. Nevét is földrajzi fekvéséről kapta, mert a környező vízfolyások magas vízállása esetén szigetként (otok = sziget) emelkedett ki a környező, elárasztott területekből.

## Története
A régészeti leletek tanúsága szerint területe már az őskortól fogva lakott. Határának nagy része termékeny síkság, mely ősidők óta kedvező feltételeket nyújtott az itt letelepedők számára. Ezt támasztják alá a falutól délkeletre fekvő „Gradina” nevű lelőhely leletei. A lelőhely egy 134-szer 128 méteres elliptikus alakú, a környezetéből 4 méterre kiemelkedő terület. Itt 1957-ben S. Dimitrijević végzett először régészeti feltárásokat és több rétegben talált az egymást követő korszakokból származó településmaradványokat. A legmélyebb réteg az újkőkor idejéből származó Sopot-kultúrához tartozó népesség településének maradványait rejtette. A lelőhely középső része a neolitikum három különböző korszakának nyomait tartalmazta. A lelőhely felső rétegei a késő avar korszak, a 8. és 9. század temetőjének maradványait rejtette.
A középkori Atakot a pápai tizedjegyzékben 1333 és 1335 között „Ocak” néven említik először. Ez azt jelenti, hogy a településnek ekkor már temploma és plébániája is volt. 
VI. Ince pápa egy 1357. június 28-án kelt oklevelében engedélyezte, hogy Atakon a ferencesek kolostort alapítsanak. A ferencesek egészen a 18. század közepéig maradtak a városban. 1428-ban „Athak” néven Vérvár tartozékaként Alsáni János birtoka, akinek itteni birtokát mivel utód nélkül halt meg 1437-ben Zsigmond király a Tallócziaknak adta. Ekkor már mezőváros volt, hiszen az oklevélben „Opidum Athak” néven szerepel. Tallóczi Frank 1446-ban 22 faluval együtt Berzsenyi Kelemennek adta zálogba. Még 1464-ben is a Tallócziaké volt. 1476-ban „Athakot” a Tallócziak eladták Matucsinai Gábor kalocsai érseknek és testvérének, Matucsinai Zsigmondnak. Ekkor az ataki uradalom már 76 faluból állt.
A török 1526-ban Valkóvár eleste után foglalta el a várost, mely az Újlak székhelyű Szerémi szandzsák és a Németi náhije része lett. 1623-ban járt itt az egyházi vizitátor Pietro Masarechi, aki megemlíti, hogy az ataki plébániához hét falu tartozik. Lakossága vegyes, részben muzulmán, részben katolikus volt, de laktak itt kálvinisták is. 1691-ben a szalánkeméni csatát követően szabadult fel végleg a török uralom alól. A török kiűzése után a település csaknem puszta maradt, maradék lakossága elszegényedett és lényegében megritkult. A megújulásban a ferencesek játszottak jelentős szerepet. 1700 körül megkezdődött a lakosság áttelepülése a régi Atakról a Vinkovcéból a Száva felé menő út mellé, mely 1720 körül fejeződött be. Ennek következtében a középkori mezőváros területe elnéptelenedett. Az út mentén kifejlődött új település a környékbeli falvak népességével növekedett. Csakhamar fel is építették első fatemplomukat. 1745-től megkezdődött a katonai határőrvidék szervezése és 1747-ben megalakították a határőrezredeket és a település a 7. Bródi határőrezred 9. századának igazgatása alá került. A századparancsnokság a közeli Vinkovcén volt. Ebben az időszakban alakult ki a mai városközpont. 1772-ben megalapították a település első, német nyelvű triviális iskoláját, ahol az első évben 28 diák tanult. 1782-ben megkezdődött az új Szent Antal plébániatemplom építése, mely két évvel később fejeződött be.
A település első leírását 1786-ból Franz Stefan Engeltől ismerjük. Eszerint Atak síkságon fekszik. 151 vesszőből font, sárral tapasztott házat foglal magában, amelyek közül 110 szalmával, 13 náddal van fedve és 28 zsindelyes fedésű. Van egy tiszti lakás, paplak és egy iskola zsindelyes tetővel. Ezeken kívül van egy rozoga kápolna, lóistálló, egy fészer a katonai gyakorlatokhoz és egy őrhely. Atak és Bosnyaci falu között, az útról egy római sánc látható kettős árokkal. 1873-ban megszüntették a katonai igazgatást és 1881-ben Atakot is a polgári Horvátországához csatolták. 1886-ban a települést elérte a vasút, mely serkentőleg hatott a további fejlődésre.
Az első katonai felmérés térképén „Ottok” néven található. Lipszky János 1808-ban Budán kiadott repertóriumában „Ottok” néven szerepel. Nagy Lajos 1829-ben kiadott művében „Ottok” néven 491 házzal, 2596 katolikus és 66 ortodox vallású lakossal találjuk.
A településnek 1857-ben 2952, 1910-ben 3568 lakosa volt. Szerém vármegye Vinkovcei járásához tartozott. Az 1910-es népszámlálás adatai szerint lakosságának 87%-a horvát, 3%-a német, 2%-a szerb, 1%-a magyar anyanyelvű volt. A település az első világháború után az új szerb-horvát-szlovén állam, majd később (1929-ben) Jugoszlávia része lett.
1941 és 1945 a Független Horvát Államhoz tartozott, majd a szocialista Jugoszlávia fennhatósága alá került. 1953-ban bevezették az elektromos áramot. 1991-től a független Horvátország része. 1991-ben lakosságának 98%-a horvát nemzetiségű volt. A településnek 2011-ben 4694 lakosa volt.

## Népessége
| Lakosság változása | Lakosság változása | Lakosság változása | Lakosság változása | Lakosság változása | Lakosság változása | Lakosság változása | Lakosság változása | Lakosság változása | Lakosság változása | Lakosság változása | Lakosság változása | Lakosság változása | Lakosság változása | Lakosság változása | Lakosság változása |
| ------------------ | ------------------ | ------------------ | ------------------ | ------------------ | ------------------ | ------------------ | ------------------ | ------------------ | ------------------ | ------------------ | ------------------ | ------------------ | ------------------ | ------------------ | ------------------ |
| 1857               | 1869               | 1880               | 1890               | 1900               | 1910               | 1921               | 1931               | 1948               | 1953               | 1961               | 1971               | 1981               | 1991               | 2001               | 2011               |
| 2.952              | 3.250              | 3.637              | 3.475              | 3.555              | 3.568              | 3.184              | 3.295              | 3.868              | 4.193              | 4.838              | 5.519              | 5.707              | 5.889              | 5.858              | 4.694              |

## Gazdaság
A város körülbelül egyenlő távolságra fekszik Vinkovce, Vukovár és Zsupanya városaitól. Közelében halad át a Zágráb-Lipovac-Belgrád autópálya, melyen keresztül jó az összeköttetése mind a fővárossal, mind Délkelet-Európával. Tervezik egy új főútvonal megépítését is, mely a szávai Gunya kikötőjét összeköti Vukovár dunai kikötőjével. Az ataki vállalkozói övezet Atak és Kemetinc között, az Atakot Lipovaccal összekötő út mentén fekszik, mely innen 11 km-re csatlakozik az autópályára. Földrajzi helyzete kiváló, hiszen
a Szerb Köztársaság határához 15 km-re, Bosznia-Hercegovina határától 20 km-re, a Magyar Köztársaság határától 70 km-re található. Területe mintegy 60 hektár, jól felszerelt infrastruktúrával (villamos, víz, gáz, telefon, szennyvízcsatlakozás) rendelkezik. A telkek méretét a befektetők igényeihez igazítják.

## Nevezetességei
- Páduai Szent Antal tiszteletére szentelt római katolikus temploma 1782 és 1784 között épült barokk stílusban. A második világháború során olyan súlyosan megsérült, hogy az 1970-es években rossz statikai állapota miatt részben le kellett bontani és újjá kellett építeni. Berendezéséből amit tudtak átmentettek az újjáépített templomba. Ilyenek a Pieta, József és Mária eljegyzése és Jézus születése kompozíciói, valamint hét szobor. A kompozíciók az itáliai Ferdinand Stuflesser részben historikus, részben tiroli stílusú alkotásai. A templom belsejét hagyományos sokác motívumok díszítik, melyek felismerhetők a festményekben és a berendezésben. A teljes belső tér kialakítása Alojzija Ulman szobrászművész tervei szerint történt. A templom elülső részén egy nagy tölgyfakereszt vonja magára a figyelmet, míg jobbra és balra két kápolna (Jézus szíve és Mária szíve) nyílik. A szentély előtt Szent Antal szobra áll. A festés Ivana Ulman Curilović secco technikával alkotott műve. A homlokzat színes üvegablakán a Feltámadt Krisztus dominál, a többi üvegablak a tízparancsolat jeleneteit ábrázolja. A templomhoz csatlakozik a plébániai könyvtár és olvasóterem, valamint az egyházközségi levéltár, ahol a fontosabb dokumentumokat őrzik. A kripta szintén szakrális térként szolgál, mely az istentiszteleteken kívül előadások, szemináriumok, hittanoktatás céljára is alkalmas.
- A temetőkápolna 1858/59-ben épült a temető tell típusú magaslati részén a kemetinci Matej Knoll anyagi támogatásával, aki azzal a feltétellel adta a pénzét az építéshez, hogy ő és leszármazottai a kápolna alatti sírboltba temetkezhessenek. Kisméretű, egyhajós épület, félköríve apszissal. Homlokzata egyszerű, késő klasszicista stílusú. Belseje dongaboltozatú, dekoratív falfestményekkel díszítve.
- Josip Bašić néprajzi és kultúrtörténeti gyűjteménye a családi házának udvarán, a gyűjtemény tárgyainak tárolására szolgáló téglaépületben került elhelyezésre. Egy része a család tulajdonában lévő egyéb kiegészítő helyiségekben található. A gyűjtemény több mint 700 tételt tartalmaz. A legtöbb gyűjtött tárgy a város és környéke néprajzi örökségéhez tartozik. A tárgyak nagyrészt a 20. század elejéről, kisebb részük a 19. századból származik.
- A „Virovi” természetvédelmi park a megye egyik védett tájegysége. Magában foglalja a Virovi-patak és a környező tölgyerdők területét. Igazi természeti látványosság. A szinte érintetlen természet megőrzött olyan a őshonos madárfajokat, amelyeket az ornitológusok csak ezen a területen találnak meg, hasonlón olyan halakhoz, amelyek csak ebben az erdei patakban találhatók meg. Tavaszi és őszi heves esőzések esetén a vízszint jelentősen emelkedik. Ezután a természetes áramlás lassú folyóként viselkedve kapcsolatot létesít a Spačva-folyóval, ezen keresztül pedig a Bosuttal és a Szávával. A tavaszi hónapokban a nagy esőzések miatt a Virovi az erdőterületekre és a Čistina legelőjére ömlik, amely a leghíresebb természetes ponty keltetőhely Horvátország keleti részén. A Čistina legelőn áll egy több, mint százéves óriástölgy is. A rezervátum 1975 óta természeti védelem alatt áll.
- A város hagyományos gasztronómiai fesztiválja az „Otočka kulenijada” amelynek különlegessége a csak hazai sertésfajtákból előállított kolbászféle, a kulen. A kulenijadán minőségi gyártók versenyeznek és végzik a kulen kóstolását. A legjobb előállítók elismeréseket és díjakat kapnak. A résztvevőknek gazdag vacsorát szerveznek a szlavón konyha különlegességeiből, melyek mellé szlavóniai pálinka, különösen szilvapálinka, bor és egyéb italok járnak egész esti szlavón népzene kíséretében.
- A kis Suvara szigeten áll az a 19. századból származó, lóerővel működő szárazmalom,[9] mely a legnagyobb és egyetlen ilyen jellegű épület Horvátországban és Délkelet-Európában. Atakon valamikor nyolc ilyen malom működött. A malomból származó, Josip Lovretić pap és etnográfus eredeti receptjével készített suvara nevű őrleménynek különleges a vonzereje a természetes és egészséges ételek szerelmeseinek körében. A gabona őrlését az „Otok” Lótenyésztő Egyesület lovaival mutatják be a látogatók számára. A suvara jelképe megtalálható a község címerében is.
- A Čistina legelőn rendezik meg az „Otok” Lótenyésztő Egyesület tagjai által szervezett „Zlatne grive” nevű lovasfesztivált. A rendezvény részeként lókiállítást, lóversenyt, díjlovagló versenyt, akadályversenyt szerveznek. A közönség különös érdeklődését keltik fel a lópatkolás és a rönkrakodás hagyományos versenyei. A rendezvény célja a lótenyésztés népszerűsítése, valamint a lovassport fejlődésének előmozdítása.

## Kultúra
A KUD „Josip Lovretić” Otok kulturális és művészeti egyesületet 1997-ben alapították. Célja a helyi kultúra és az amatőr művészet előmozdítása és fejlesztése, könyvek és folyóiratok kiadása az egyesület tevékenységének területén, az együttműködés erősítése a hasonló szervezetekkel Horvátországban és külföldön. Az egyesület szervezésében 1993 óta kerül megrendezésre az „Otočko proljeće” nevű tavaszi kulturális fesztivál. Az esemény célja a sokác és a szlavón kulturális örökség megőrzése és fejlesztése.

## Oktatás
- A településen ma a „Josip Lovretić” általános iskola működik. A település első iskoláját 1772-ben még a katonai hatóságok nyitották meg. Német nyelvű triviális iskola volt, ahol az első évben 28 diák tanult. Alsó és felső osztálya volt. A tanulóknak vallást, olvasást, írást és számolást tanították. A vallási oktatáson kívül minden tantárgyat német nyelven tanítottak. Az oktatásban a gazdagabb családokból minden fiúgyermek részt vett. A községi iskolát 1830-ban nyitották meg. Az oktatást egy bérelt házban tartották a 118. szám alatt, amelynek tulajdonosa egy Šajnovic nevű határőr volt. 1840-ben mindkét iskolát Németibe helyezték át. 1873-ban a község megszerezte 176-os számú volt tiszti lakás tulajdonát. Ugyanezen év október 1-jén itt nyitották meg a lányok iskoláját. Az iskola első tanára Pavka Malešević volt. 1876-ban megkezdték a nagy egyszintes iskolaépület építését a település központjában, az 503. számú számban, a mai Josip Jelačić bán utca 3. szám alatt, mely 1879 novemberében készült el. 1881-ben a lányok iskolája a fiúiskolával három osztályos általános iskolává bővült. 1945-ig az ataki iskola négyéves volt. 1954-ig az iskolát hat, majd hét évesre terjesztették ki. 1955-ben az iskola nyolcéves lett. 1963-ban az iskola megváltoztatta a nevét „Đuro Đaković” általános iskolára. A tanítás az 1879-ben épült egyemeletes épületben folyt. A tanulók száma évről évre nőtt és helyhiány miatt az iskola udvarán négy osztálytermet előre gyártott elemekből állítottak fel. A Kultúrház épületében további három szobát használtak. 1977 nyarán, amikor az iskolába már több mint ezer tanuló járt, megkezdődött az iskola új épületének építése egy új helyen, a Štrosmajerova utcában. Építése két évig tartott. A diákok és az iskolai személyzet 1979 őszén költözött az új, modern berendezésű iskolába. 1991 júniusában az iskola tanári kara úgy döntött, hogy az intézmény a helyi születésű Josip Lovretić pap, etnográfus nevét veszi fel.[10]
- „Pupoljak” óvoda

## Sport
- AK „Otok” atlétikai klub
- BK „Otok” ökölvívóklub
- KK „Otok” kickboxklub
- KK „Otok” kosárlabdaklub
- RK „Otok” kézilabdaklub
- TK „Otok” taekwondoklub
- TK „Otok” teniszklub
- AK „Otok” autósklub
- „Gospodari vjetra” motorosklub
- NK „Otok” labdarúgóklub
- Katolikus kispályás labdarúgóliga
- „Virovi” sporthorgászklub
- ŠK „Otok” sakk-klub

## Egyesületek
- DVD Otok önkéntes tűzoltó egyesület. Az egyesületet 1896-ban alapították. Az önkormányzati, megyei, állami és nemzetközi tűzoltóversenyek gyakori résztvevői, amelyeken rendkívül figyelemreméltó eredményeket értek el, trófeákat és érmeket nyertek. A honvédő háború idején a tűzoltók oltották a szerbek lövöldözéséből származó tüzeket. Egyes tagok a hadsereg 109. számú dandárjának tagjaiként harcoltak.[11]
- A Lótenyésztők Egyesületét 2000-ben alapították. Célja a lipicai lovak és más fajták tenyésztése azzal a céllal, hogy az érdeklődő polgárokat a lovak és a lovassport szerelmeseivé tegyék, valamint a hagyományos értékek megőrzésére ösztönözzék.[12]
- LD „Jelen” Otok vadásztársaság
- „Roller” Otok kisállattenyésztők klubja